# 联星街道
联星街道是中华人民共和国湖南省株洲市攸县下辖的一个街道办事处。

## 行政区划
联星街道下辖以下村级行政区划单位：
永佳社区、胜利社区、雪花社区、联星社区、百花社区、联西社区、文化路社区、富康社区和万古桥社区。